# Seymard
Le Seymard est un ruisseau qui coule dans le département de l'Ain, en région Auvergne-Rhône-Alpes, et un affluent de l'Albarine, donc un sous-affluent du Rhône par l'Ain.

## Géographie
De 15,5 km de longueur, le ruisseau du Seymard, d'origine essentiellement phréatique, traverse le seul corridor boisé continu du nord de la basse vallée de l'Ain, en dehors des brotteaux de l'Ain. Ses rives, préservées  de l'artificialisation, présentent parfois l'aspect de forêts primaires, avec de nombreux arbres morts. La diversité des milieux traversés (marais, landes...) induit une grande diversité d'essences forestières. Devenus rares depuis l'apparition de la graphiose, les ormes sont bien représentés.
Il prend source sur la commune d'Ambérieu-en-Bugey, au lieu-dit la Source de la Dhuit, à 335 m d'altitude.
Il coule globalement du sud-est vers le nord-est, puis du nord-est vers le sud-ouest avec un coude au nord, à peu près à mi-longueur sur la commune d'Ambronay. Au sud de la boucle, se trouve l'aérodrome d'Ambérieu.
Il conflue en rive droite de l'Albarine, sur la commune de Saint-Maurice-de-Rémens, à 224 m d'altitude, et non loin de la confluence de l'Albarine avec l'Ain, à moins de trois-cents mètres.

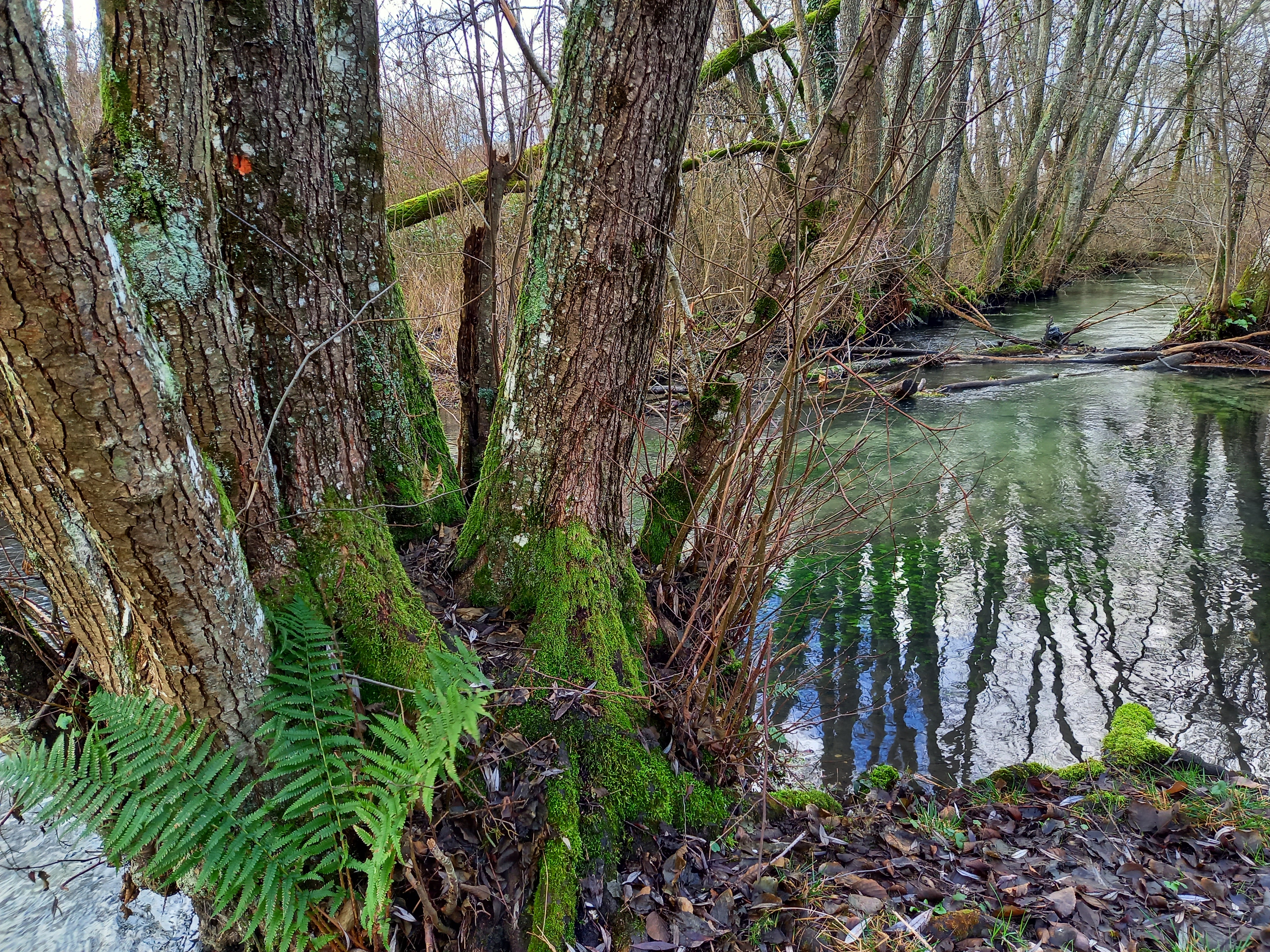
Ripisylve du Seymard à Cormoz.

### Communes et cantons traversés
Dans le seul département de l'Ain, le Seymard traverse les cinq communes suivantes, d'amont en aval, d'Ambérieu-en-Bugey (source), Douvres, Ambronay, Château-Gaillard, Saint-Maurice-de-Rémens (confluence).
Soit en termes de cantons, le Seymard, prend source et conflue dans le  seul canton d'Ambérieu-en-Bugey, dans l'arrondissement de Belley.

### Bassin versant
Le Seymard traverse la zone hydrographique de « «l'Ain du Suran à l'Albarine» », (V290) de 3 287 km2 de superficie. Les cours d'eau voisins sont à l'est l'Oiselon et le Brévon, au nord la Cozance, au sud l'Albarine et à l'ouest l'Ain.

## Affluent
Le Seymard possède un seul affluent référencé :
- le Champelin (rd[note 1]), 1 km sur la seule commune de Douvres.

Géoportail signale pourtant aussi en rive droite le Nantay, sur les deux communes de Douvres et Ambronay.

### Rang de Strahler
Le rang de Strahler est donc de deux.

## Hydrologie

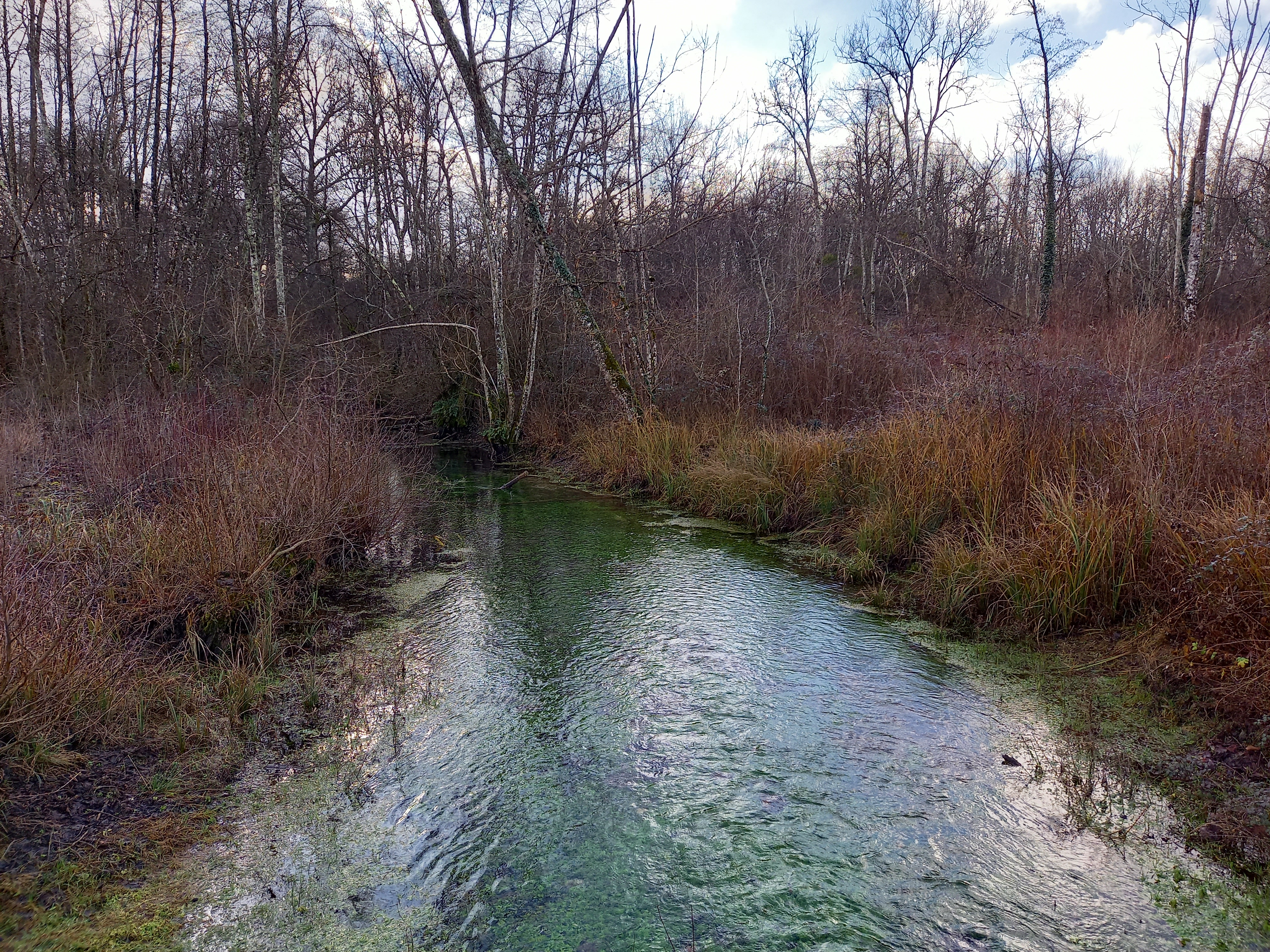
Le Seymard à Château-Gaillard.

## Intérêt écologique
Le Seymard accueille le frai de poissons dont les adultes fréquentent ensuite la rivière d'Ain. La présence du chabot et de l'ombre commun dans le ruisseau indique une bonne qualité de ses eaux, que fréquente également le grand brochet.
La ripisylve du ruisseau du Seymard  est classé en zone naturelle d'intérêt écologique, faunistique et floristique de type I et héberge une flore et une faune remarquables et représentées par un grand nombre d'espèces. On note la présence du campagnol amphibie et de la musaraigne aquatique. 67 espèces d'oiseaux nicheurs y ont été dénombrées (dont milan noir, faucon hobereau, engoulevent d'Europe, huppe fasciée et pic cendré), ainsi qu'une quinzaine d'espèces d'amphibiens et de reptiles.

## Galerie

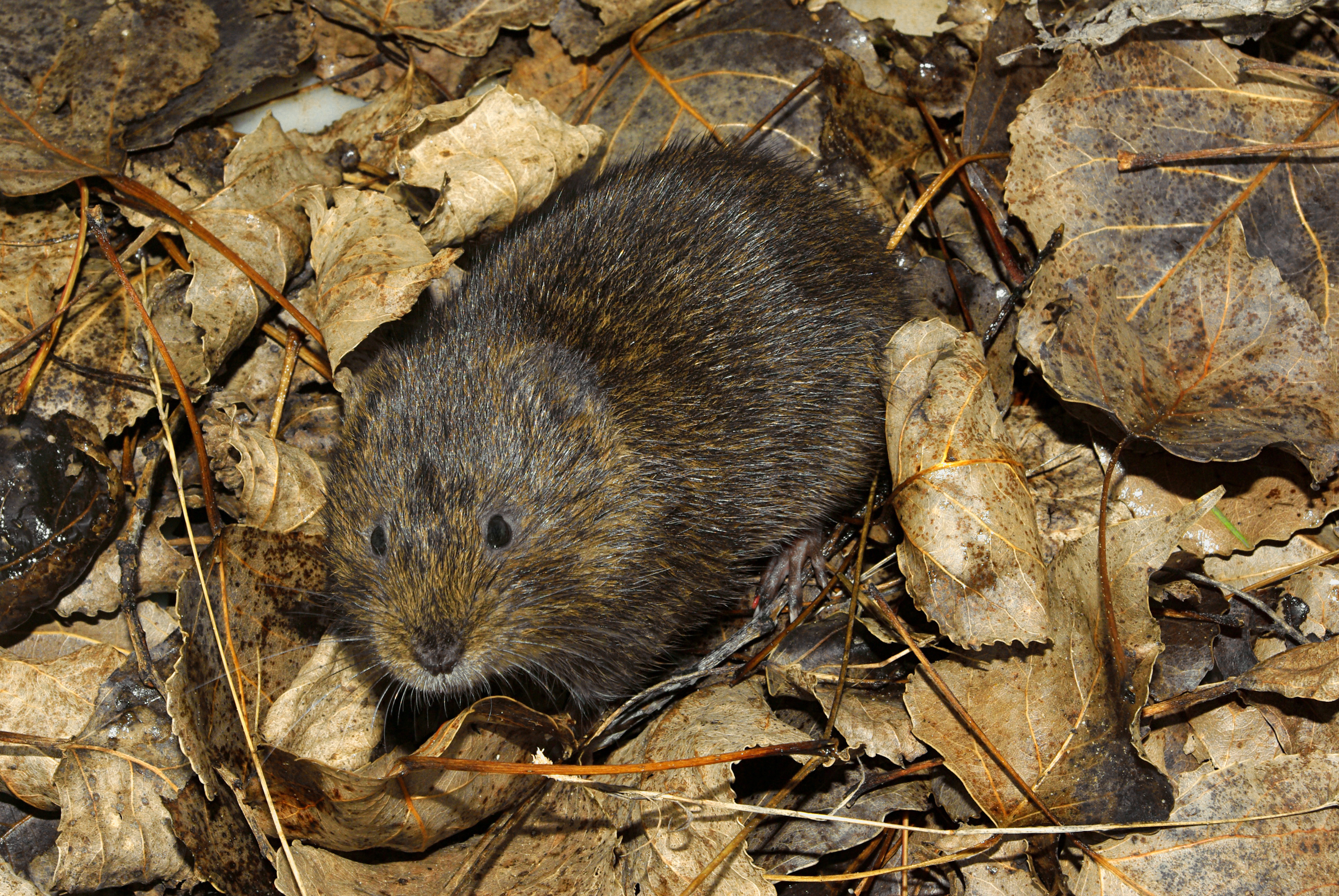
Campagnol amphibie.
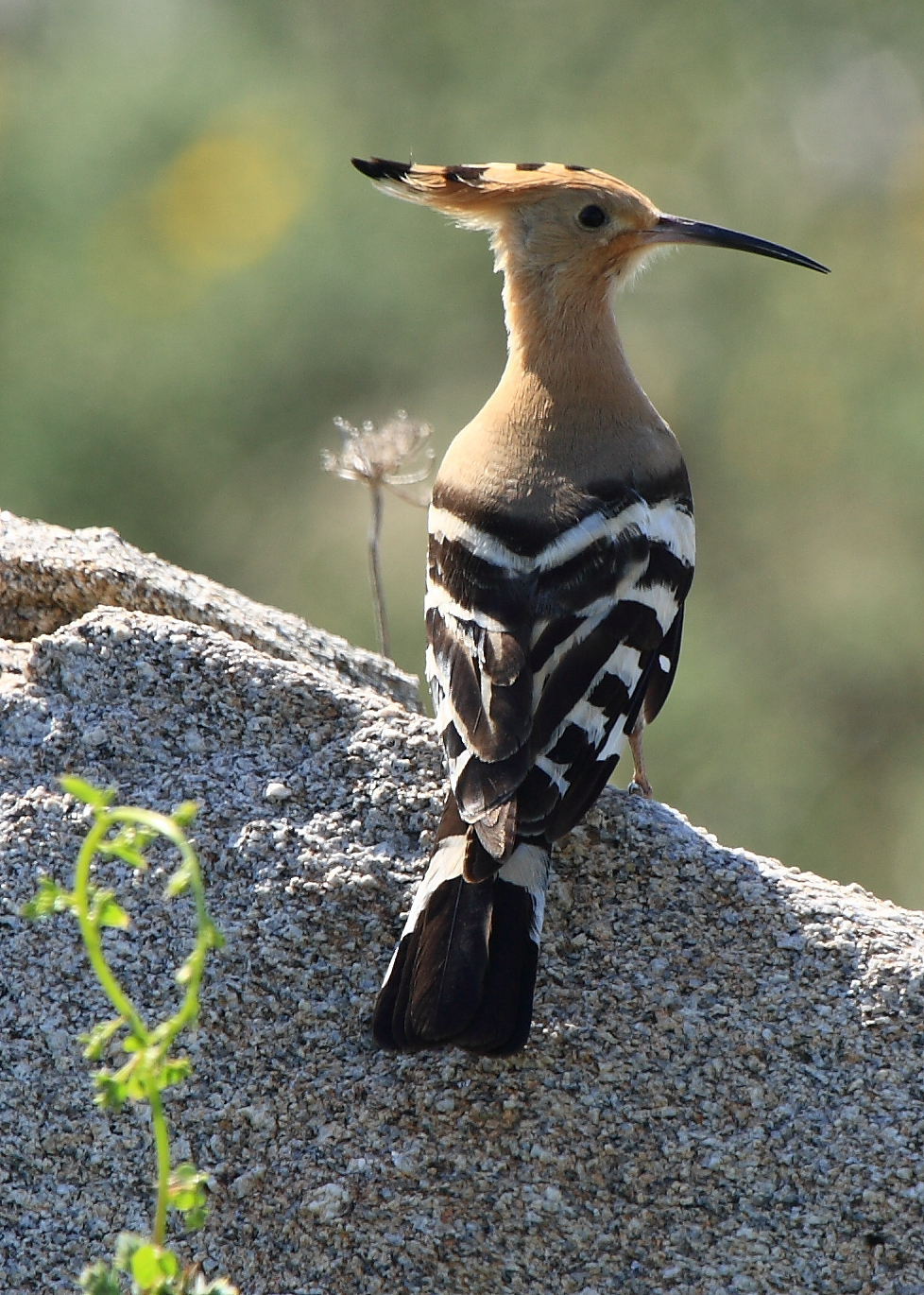
Huppe fasciée.
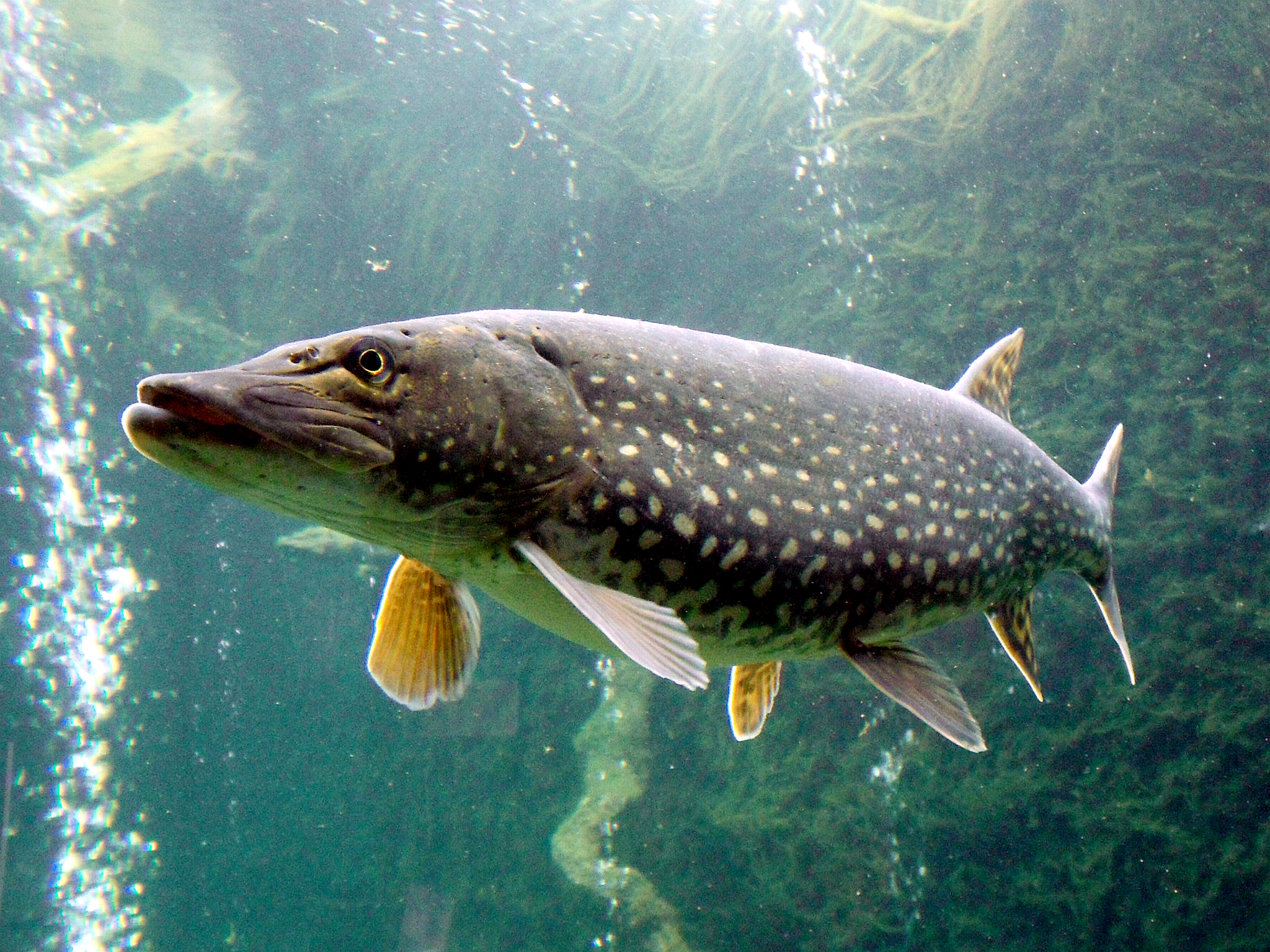
Grand brochet.
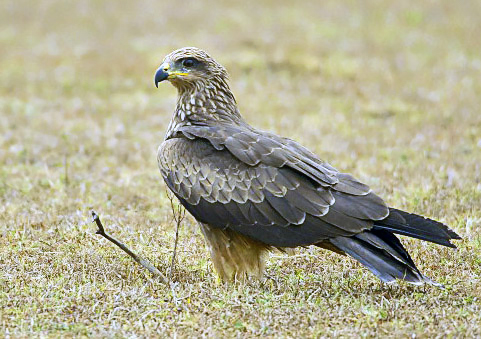
Milan noir.
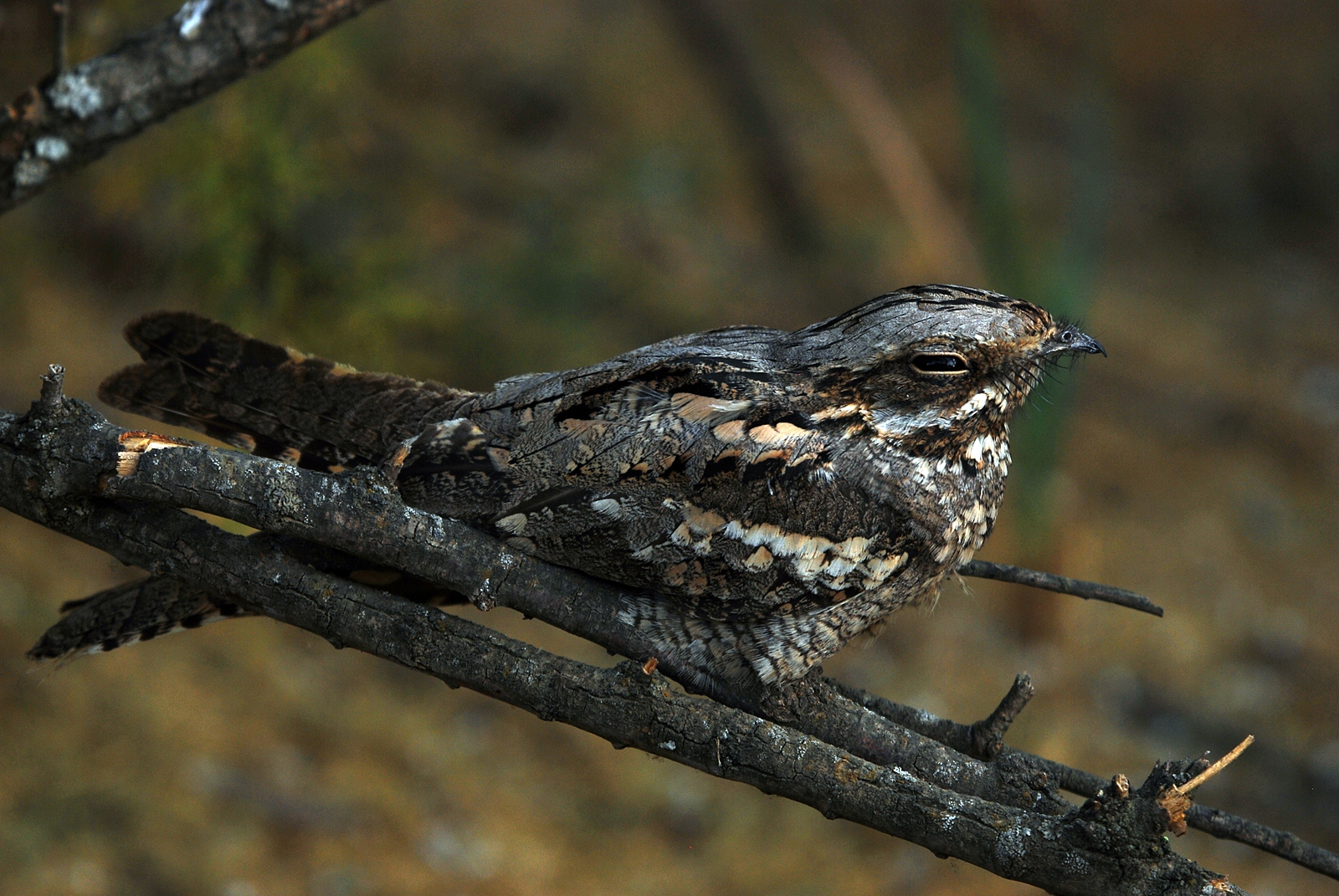
Engoulevent d'Europe.